# Шатобріан (соус)
Соус шатобріан (фр. Chateaubriand) — кулінарний соус французької кухні, який зазвичай подається до гарячих страв з яловичини або баранини, часто з філе шатобріан і з турнедо.

### Походження
Походження соусу «шатобріан» є предметом дискусій. Деякі думають, що його створив особистий кухар Франсуа-Рене де Шатобріана, інші — що соус придумали в ресторані «Шампо» на честь публікації книги Шатобріана Itinéraire de Paris à Jérusalem («Подорож з Парижа до Єрусалиму»).

### Приготування
Дрібно нарізані цибуля шалот та гриби обсмажують у вершковому маслі, додають чебрець, розмелений перець та біле вино та уварюють до половини об'єму. Додають до початкового об'єму сік, що утворився при смаженні м'яса або коричневий телячий бульйон і зелене масло. Деякі рецепти включають також лимонний сік, каєнський перець, деміглас. Соус знову уварюють на 1/3, посипають рубленим естрагоном і заправляють пряною олією. Соус шатобріан подається гарячим до м'яса. Рецепт складний, приготування соусу займає близько 11 годин.

### Страви
Соус шатобріан подається виключно до м'яса. Спочатку з цим соусом готували філе шатобріан із відвареною картоплею. Зараз філе шатобріан найчастіше пропонують із соусом беарнез.
З соусом готують турнедо вілларет (фр. tournedos villaret). Смажену яловичу вирізку гарнірують пюре з квасолі та капелюшками грибів, заповненими соусом шатобріан. У страві турнедо віллемер (фр. villemer tournedos) соус подається до смаженої вирізки зі смаженими курячими крокетами, язиком та трюфелями.